# Oliver Leydon-Davis
Oliver Leydon-Davis (* 10. Mai 1990 in Hamilton) ist ein neuseeländischer Badmintonspieler. 

## Karriere
Oliver Leydon-Davis wurde 2009 neuseeländischer Meister im Herrendoppel. Im gleichen Jahr siegte er auch bei den Nouméa International. 2010 wurde er Zweiter bei den Tahiti International. Silber erkämpfte er sich auch bei den Ozeanienmeisterschaften 2010 und 2012.
Zusammen mit seinem Partner Kevin Dennerly-Minturn gewann er 2012 die Auckland International und 2013 die Mexico International.